# Stazione di Cambiano-Santena
La stazione di Cambiano-Santena è una stazione ferroviaria della ferrovia Torino-Genova, posta nel centro abitato di Cambiano ma a servizio anche del limitrofo comune di Santena.

## Storia
La stazione fu attivata all'esercizio nel 1849, all'apertura della tratta Trofarello-Asti.

## Strutture e impianti
La stazione dispone di 2 binari passanti dedicati al servizio passeggeri e serviti da due apposite banchine. Ad essi si aggiungono un paio di binari tronchi in disuso che erano a servizio dello scalo merci, dotato di magazzino merci e piano caricatore.
La stazione dispone di un fabbricato viaggiatori di medie dimensioni sviluppato su due piani e che richiama nella sua architettura delle forme neoclassiche. L’ingresso lato strada è caratterizzato da un piccolo porticato che conduce verso la sala d’attesa, posta al piano terra e collegata da un’apposita porta alla banchina del primo binario. Quest’ultima risulta parzialmente coperta da una tettoia in metallo addossata al FV. Al di sotto di questo riparo sono presenti ulteriori panchine in cemento per l’attesa e un monitor per gli orari delle partenze in tempo reale. Presso la sala d’attesa è ospitata una biglietteria automatica.

## Movimento
La stazione è servita dai treni della linea 6 del Servizio ferroviario metropolitano di Torino, Torino Stura-Asti, sulla base del contratto di servizio stipulato con la Regione Piemonte.

## Servizi
La stazione dispone di:
- Sala di attesa

## Interscambi
A breve distanza dalla stazione sono presenti le fermate dei bus interurbani della provincia e le linee urbane 45 e 45/.